# (3266) Bernardus
(3266) Bernardus ist ein Asteroid des Hauptgürtels, der am 11. August 1978 von Hans-Emil Schuster am La-Silla-Observatorium in Chile entdeckt wurde.
Benannt ist er nach Andres Bernardus Muller, Astronom an der Sternwarte Leiden und Leiter der Site-Testing Campaigns für die Europäische Südsternwarte (ESO) in Südafrika und Chile. Von 1964 bis 1969 war er Superintendent am La-Silla-Observatorium, während dieses von der ESO errichtet wurde. Muller wirkte an entscheidenden Verbesserungen bei der ESO mit, darunter dem 1-Meter-Schmidt-Teleskop am La-Silla-Observatorium, mit welchem dieser Kleinplanet entdeckt wurde.